# Mario Haas

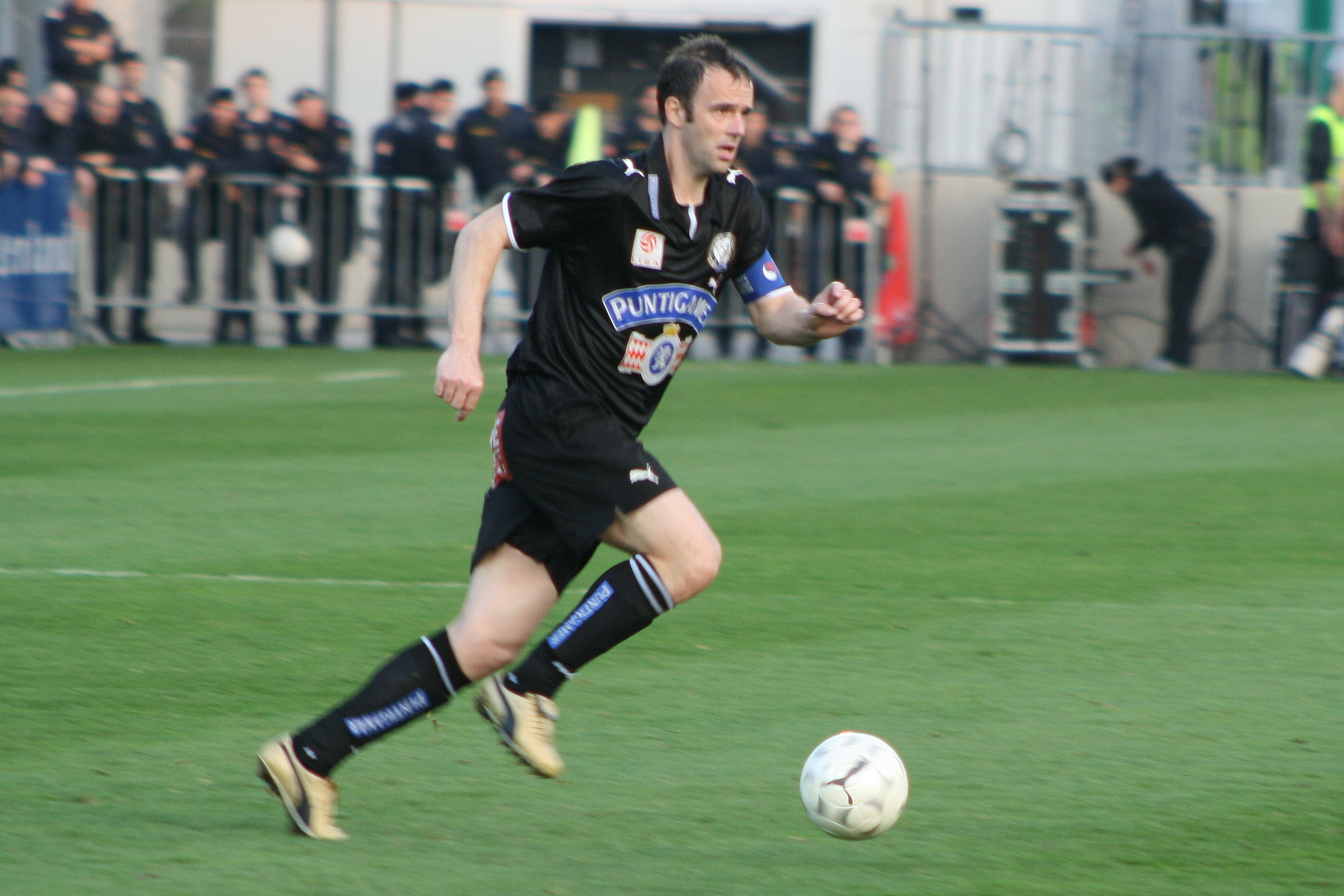
Mario Haas in Aktion

Mario Haas (* 16. September 1974 in Graz) ist ein ehemaliger österreichischer Fußballspieler auf der Position eines Stürmers. Abgesehen von zwei kurzen Auslandsengagements in Frankreich und Japan spielte er die meiste Zeit seiner Karriere beim SK Sturm Graz. Zudem lief Haas 43 Mal für das Österreichische Nationalteam auf, unter anderem auch bei der WM 1998 in Frankreich.

## Karriere

### Vereinskarriere
Mario Haas war zehn Jahre lang in der Jugendabteilung des SK Sturm Graz aktiv, bevor er im Frühjahr 1993 sein erstes Spiel für die Profis des Clubs absolvierte. In den folgenden Jahren hatte er großen Anteil an den beiden Meistertiteln 1998 und 1999 und den drei österreichischen Cupsiegen 1996, 1997 und 1999. Zusammen mit Ivica Vastić und Hannes Reinmayr bildete er in dieser erfolgreichen Zeit das sogenannte „magische Dreieck“ von Sturm Graz. Im Sommer 1999 entschied er sich für seine erste Auslandsstation und wechselte nach Frankreich zu Racing Straßburg. Dort konnte er sich jedoch nicht durchsetzen und kehrte deshalb im Frühjahr 2001 wieder zu seinem Heimatklub zurück.
In der Winterpause der Saison 2004/05 holte ihn sein Ex-Trainer Ivica Osim zu JEF United nach Japan. Mit dem Club wurde er 2005 und 2006 jeweils japanischer Cupsieger (wobei der Titel 2005 der erste der Vereinsgeschichte war). Ab dem Frühjahr 2007 spielte Mario Haas wieder für seinen Stammklub Sturm Graz, mit dem er 2010 zum vierten Mal im österreichischen Cup triumphieren konnte. Im Spiel gegen den Kapfenberger SV am 12. Februar 2011 wurde er eingewechselt und trat damit zum 412. Mal für den SK Sturm Graz in der Bundesliga an, womit er zum alleinigen Rekordhalter der Mannschaft vor Günther Neukirchner wurde. Am Ende der Saison 2010/11 wurde Haas mit Sturm zum dritten Mal österreichischer Fußballmeister.
Am 1. Dezember 2012 beendete Mario Haas mit 38 Jahren beim Spiel Sturm Graz gegen Wiener Neustadt (3:1) seine aktive Karriere. Heute betreibt er eigene Fußballcamps. Er war Trainer vom FC Bad Radkersburg, nach dessen Vertragsauflösung wurde er Trainer des USV Mettersdorf, dieser Vertrag wurde jedoch nach 5 Niederlagen in Folge aufgelöst.
Bei der Generalversammlung des SK Sturm Graz am 18. Jänner 2016 wurde er zusammen mit Günther Neukirchner und Andy Pichler als Ehrenkapitän ausgezeichnet.

### Nationalmannschaft
Mario Haas bestritt 43 Spiele für die österreichische Nationalmannschaft. Sein Debüt gab er am 27. März 1996 gegen die Schweiz. Sein erstes Länderspieltor erzielte Haas am 2. Juni 1996 gegen Liechtenstein. Drei seiner Länderspiele bestritt er bei der Fußball-Weltmeisterschaft 1998 in Frankreich. Zudem schoss er dem amtierenden Weltmeister Frankreich in einem Freundschaftsspiel im August 1998 das erste Gegentor seit deren WM-Erfolg.
Ein Angebot Karel Brückners, in die Nationalmannschaft zurückzukehren, lehnte er 2008 ab. Haas beendete damit auch offiziell seine Nationalteam-Karriere.

## Erfolge
(Stand: 11. Jänner 2013)
- 3 × österreichischer Fußballmeister: 1998, 1999, 2011
- 4 × Österreichischer Cupsieger: 1996, 1997, 1999, 2010
- 3 × Österreichischer Supercupsieger: 1996, 1998, 1999
- 7 × Vereinsschützenkönig: 1995, 1998, 1999, 2004, 2005, 2008, 2009
- 2 × Japanischer Cupsieger: 2005, 2006
- Rekordspieler des SK Sturm Graz mit 451 Einsätzen

## Auszeichnungen
- 1 × Wahl zum „Schönsten Tor des Jahres“: 2008/09
Anlässlich der Bruno-Gala 2009 wurde Haas für das „Schönste Tor des Jahres“ ausgezeichnet.[10]